# Colusite
La colusite è un minerale appartenente al gruppo della germanite.
La colusite ricca in stagno presenta una struttura dove i tetraedri CuS4 e quelli (As,Sn) S4 sono interconnessi tramite un vertice secondo la struttura della sfalerite, con due atomi di vanadio che si rinvengono nei siti interstiziali ed una formula chimica Cu26Sn2As4S32.
Nella colusite povera di stagno i tetraedri di CuS4 e AsS4 sono egualmente interconnessi tramite un vertice secondo la medesima struttura e presentano i due atomi di V nelle stesse posizioni, con una formula chimica Cu26As6S32.
La formula chimica generale è Cu24+xV2(As,Sb)6-x(Sn,Ge)xS32 con x compreso tra 0 e 2.
L'arsenosulvanite è stata riconosciuta per essere identica alla colusite e conseguentemente abbandonata come denominazione.

## Abito cristallino
Massivo, granulare.

## Origine e giacitura
In vene idrotermali di rame o associato a vari minerali di rame in qualche giacimento metallifero complesso o nel marmo.

## Forma in cui si presenta in natura
In masse nerastre, raramente in cristalli distinti tetraedrici.

## Caratteristiche chimico-fisiche
- Peso specifico: 1623,79 grammomolecole[1]
- Solubilità: il minerale è solubile in acido nitrico[3]
- Indice di elettroni: 4,30 g/cm³[1]
- Indici quantici[1]:
  - Fermioni: 0,01
  - Bosoni: 0,99
- Indici di fotoelettricità[1]:
  - PE: 62,68 barn/elettroni
  - ρ: 269,36 barn/cm³
- Indice di radioattività: GRapi: 0 (Il minerale non è radioattivo)[1]

## Località di ritrovamento
In una miniera presso Butte nel Montana, in una miniera del Colorado (USA) e nel marmo di Carrara, ove in quest'ultima località anticamente veniva descritta come tetraedrite, mentre recentemente si è scoperto che si tratta di colusite.